# Jean Gainche
Jean Gainche est un coureur cycliste français né le 12 août 1932 à Remungol dans le département du Morbihan, en région Bretagne. 

## Biographie
Routier-sprinter, Jean Gainche commence le cyclisme en 1951. Au cours de sa carrière professionnelle, il gagne une étape du Tour de France en 1958 ainsi que le Grand Prix de Plouay qu'il remporte à nouveau en 1962. Il termine aussi deuxième au classement par points lors du Tour 1961.
Jean Gainche tenait, en 1975, un magasin d'électricité. Il est le beau-père de Gérard Kerbrat, qui a également été cycliste professionnel.

## Palmarès
- 1953
  - Tour de Côte d'Ivoire :
    - Classement général
    - 4 étapes
- 1954
  - Championnat d’Afrique-Occidentale française
  - Tour de Côte d'Ivoire :
    - Classement général
    - 9 étapes
- 1955
  -  Champion de Bretagne indépendants
  - 9e étape de la Route de France
- 1957
  - Une étape du Tour de Normandie
  - 9e étape de la Route de France
- 1958
  - Circuit des 2 Baies
  - 2e étape du Circuit du Finistère
  - Tour de Champagne :
    - Classement général
    - 4e étape

  - 4e étape du Tour de France
  - Grand Prix de Plouay
  - 3e du Circuit du Trégor
- 1959
  - Circuit de l'Aulne
  - Tour de Côte d'Ivoire
  - Étoile du Léon
  - 2e du Grand Prix de Plouay
  - 3e du Grand Prix d'Alger (contre-la-montre par équipes)
  - 10e de Paris-Tours
- 1960
  - 3e de Paris-Valenciennes
- 1961
  - 2e des Boucles de la Seine
  - 2e du Critérium de Quillan
  - 2e de l'Étoile du Léon
  - 3e du Grand Prix de Nice
  - 3e du Critérium national
  - 3e du Trophée Stan Ockers
  - 7e de Gênes-Nice
- 1962
  - Mi-août bretonne
  - Grand Prix de Plouay
  - 2e des Boucles de la Seine
  - 9e de Paris-Nice
- 1963
  - 2e de la Mi-août bretonne
  - 3e du Trophée Stan Ockers
- 1964
  - 2e du Grand Prix d'Orchies
  - 3e du Circuit de l'Aulne
  - 3e du Grand Prix de Plouay

## Résultats sur les grands tours

### Tour de France
Jean Gainche a participé 8 fois au Tour de France dans les équipes suivantes : 
- Équipe régionale Ouest-Sud-Ouest en 1958, 1959 et 1961
- Équipe de l'Ouest en 1960
- Mercier-BP-Hutchinson de 1962 à 1965

- 1958 : 29e, vainqueur de la 4e étape
- 1959 : abandon (18e étape)
- 1960 : 36e
- 1961 : 14e
- 1962 : 32e
- 1963 : 20e
- 1964 : 31e
- 1965 : 71e